# Copa de Brasil 2022
La Copa de Brasil 2022 (oficialmente Copa Intelbras do Brasil 2022 por razones de patrocinio) fue la 34.ª edición de la Copa de Brasil.
Se llevó a cabo entre el 22 de febrero y el 19 de octubre. El campeón, Flamengo, obtuvo un cupo para disputar la fase de Grupos de la Copa Libertadores 2023 y la Supercopa de Brasil 2023. 

## Equipos participantes
| Estado                      | Club                   | Método de clasificación                                                   |
| --------------------------- | ---------------------- | ------------------------------------------------------------------------- |
| Acre 2 cupos                | Rio Branco-AC          | Campeón Campeonato Acreano 2021                                           |
| Acre 2 cupos                | Humaitá                | Subcampeón Campeonato Acreano 2021                                        |
| Alagoas 3 cupos             | CSA                    | Campeón Campeonato Alagoano 2021                                          |
| Alagoas 3 cupos             | CRB                    | Subcampeón Campeonato Alagoano 2021                                       |
| Alagoas 3 cupos             | ASA                    | Campeón Copa Alagoas 2021                                                 |
| Amapá 1 cupo                | Trem                   | Campeón Campeonato Amapaense 2021                                         |
| Amazonas 2 cupos            | Manaus                 | Campeón Campeonato Amazonense 2021                                        |
| Amazonas 2 cupos            | São Raimundo-AM        | Subcampeón Campeonato Amazonense 2021                                     |
| Bahia 5 cupos               | Bahia                  | Campeón Copa do Nordeste 2021                                             |
| Bahia 5 cupos               | Atlético de Alagoinhas | Campeón Campeonato Baiano 2021                                            |
| Bahia 5 cupos               | Bahia de Feira         | Subcampeón Campeonato Baiano 2021                                         |
| Bahia 5 cupos               | Juazeirense            | Tercer lugar Campeonato Baiano 2021                                       |
| Bahia 5 cupos               | Vitória                | Clasificado por ranking CBF 2021                                          |
| Ceará 4 cupos               | Fortaleza              | Cuarto lugar Campeonato Brasileño de Fútbol Serie A 2021                  |
| Ceará 4 cupos               | Ceará                  | Subcampeón Campeonato Cearense 2021                                       |
| Ceará 4 cupos               | Ferroviário            | Ganador primera fase Campeonato Cearense 2021                             |
| Ceará 4 cupos               | Icasa                  | Campeón Copa Fares Lopes 2021                                             |
| Distrito Federal 2 cupos    | Brasiliense            | Campeón Campeonato Brasiliense 2021                                       |
| Distrito Federal 2 cupos    | Ceilândia              | Subcampeón Campeonato Brasiliense 2021                                    |
| Espírito Santo 2 cupos      | Real Noroeste          | Campeón Campeonato Capixaba 2021                                          |
| Espírito Santo 2 cupos      | Nova Venécia           | Campeón Copa Espírito Santo 2021                                          |
| Goiás 4 cupos               | Grêmio Anápolis        | Campeón Campeonato Goiano 2021                                            |
| Goiás 4 cupos               | Vila Nova              | Subcampeón Campeonato Goiano 2021                                         |
| Goiás 4 cupos               | Atlético Goianiense    | Tercer lugar Campeonato Goiano 2021                                       |
| Goiás 4 cupos               | Goiás                  | Clasificado por ranking CBF 2021                                          |
| Maranhão 3 cupos            | Sampaio Corrêa         | Campeón Campeonato Maranhense 2021                                        |
| Maranhão 3 cupos            | Moto Club              | Subcampeón Campeonato Maranhense 2021                                     |
| Maranhão 3 cupos            | Tuntum                 | Campeón Copa F. Maranhense de Futebol 2021                                |
| Mato Grosso 3 cupos         | Cuiabá                 | Campeón Campeonato Matogrossense 2021                                     |
| Mato Grosso 3 cupos         | CEOV                   | Subcampeón Campeonato Matogrossense 2021                                  |
| Mato Grosso 3 cupos         | União Rondonópolis     | Campeón Copa F. Matogrossense de Futebol 2021                             |
| Mato Grosso do Sul 1 cupo   | Costa Rica             | Campeón Campeonato Sul-Matogrossense 2021                                 |
| Minas Gerais 6 cupos        | Atlético Mineiro       | Campeón Campeonato Brasileño de Fútbol Serie A 2021 y Copa de Brasil 2021 |
| Minas Gerais 6 cupos        | América Mineiro        | Octavo lugar Campeonato Brasileño de Fútbol Serie A 2021                  |
| Minas Gerais 6 cupos        | Tombense               | Tercer lugar Campeonato Mineiro 2021                                      |
| Minas Gerais 6 cupos        | Cruzeiro               | Cuarto lugar Campeonato Mineiro 2021                                      |
| Minas Gerais 6 cupos        | Pouso Alegre           | Campeón Troféu Inconfidência                                              |
| Minas Gerais 6 cupos        | URT                    | Subcampeón Troféu Inconfidência                                           |
| Pará 4 cupos                | Remo                   | Campeón Copa Verde 2021                                                   |
| Pará 4 cupos                | Paysandu               | Campeón Campeonato Paraense 2021                                          |
| Pará 4 cupos                | Tuna Luso              | Subcampeón Campeonato Paraense 2021                                       |
| Pará 4 cupos                | Castanhal              | Cuarto lugar Campeonato Paraense 2021                                     |
| Paraíba 2 cupos             | Campinense             | Campeón Campeonato Paraibano 2021                                         |
| Paraíba 2 cupos             | Sousa                  | Subcampeón Campeonato Paraibano 2021                                      |
| Paraná 7 cupos              | Athletico Paranaense   | Campeón Copa Sudamericana 2021                                            |
| Paraná 7 cupos              | Londrina               | Campeón Campeonato Paranaense 2021                                        |
| Paraná 7 cupos              | FC Cascavel            | Subcampeón Campeonato Paranaense 2021                                     |
| Paraná 7 cupos              | Operário-PR            | Tercer lugar Campeonato Paranaense 2021                                   |
| Paraná 7 cupos              | Azuriz                 | Quinto lugar Campeonato Paranaense 2021                                   |
| Paraná 7 cupos              | Coritiba               | Clasificado por ranking CBF 2021                                          |
| Paraná 7 cupos              | Paraná                 | Clasificado por ranking CBF 2021                                          |
| Pernambuco 3 cupos          | Náutico Recife         | Campeón Campeonato Pernambucano 2021                                      |
| Pernambuco 3 cupos          | Sport Recife           | Subcampeón Campeonato Pernambucano 2021                                   |
| Pernambuco 3 cupos          | Salgueiro              | Tercer lugar Campeonato Pernambucano 2021                                 |
| Piauí 2 cupos               | Altos                  | Campeón Campeonato Piauiense 2021                                         |
| Piauí 2 cupos               | Fluminense-PI          | Subcampeón Campeonato Piauiense 2021                                      |
| Río de Janeiro 8 cupos      | Botafogo               | Campeón Campeonato Brasileño de Fútbol Serie B 2021                       |
| Río de Janeiro 8 cupos      | Flamengo               | Subcampeón Campeonato Brasileño de Fútbol Serie A 2021                    |
| Río de Janeiro 8 cupos      | Fluminense             | Séptimo lugar Campeonato Brasileño de Fútbol Serie A 2021                 |
| Río de Janeiro 8 cupos      | Portuguesa-RJ          | Tercer lugar Campeonato Carioca 2021                                      |
| Río de Janeiro 8 cupos      | Volta Redonda          | Cuarto lugar Campeonato Carioca 2021                                      |
| Río de Janeiro 8 cupos      | Vasco da Gama          | Campeón Taça Río 2021                                                     |
| Río de Janeiro 8 cupos      | Nova Iguaçu            | Séptimo lugar Campeonato Carioca 2021                                     |
| Río de Janeiro 8 cupos      | Maricá                 | Subcampeón Taça Río 2021                                                  |
| Rio Grande do Norte 2 cupos | Globo                  | Campeón Campeonato Potiguar 2021                                          |
| Rio Grande do Norte 2 cupos | ABC                    | Subcampeón Campeonato Potiguar 2021                                       |
| Rio Grande do Sul 5 cupos   | Grêmio                 | Campeón Campeonato Gaúcho 2021                                            |
| Rio Grande do Sul 5 cupos   | Internacional          | Subcampeón Campeonato Gaúcho 2021                                         |
| Rio Grande do Sul 5 cupos   | Juventude              | Tercer lugar Campeonato Gaúcho 2021                                       |
| Rio Grande do Sul 5 cupos   | Glória                 | Campeón Copa FGF 2021                                                     |
| Rio Grande do Sul 5 cupos   | Brasil de Pelotas      | Clasificado por ranking CBF 2021                                          |
| Rondônia 1 cupo             | Porto Velho            | Campeón Campeonato Rondoniense 2021                                       |
| Roraima 1 cupo              | São Raimundo-RR        | Campeón Campeonato Roraimense 2021                                        |
| Santa Catarina 4 cupos      | Avaí                   | Campeón Campeonato Catarinense 2021                                       |
| Santa Catarina 4 cupos      | Chapecoense            | Subcampeón Campeonato Catarinense 2021                                    |
| Santa Catarina 4 cupos      | Figueirense            | Campeón Copa Santa Catarina 2021                                          |
| Santa Catarina 4 cupos      | Criciúma               | Clasificado por ranking CBF 2021                                          |
| São Paulo 12 cupos          | Palmeiras              | Campeón Copa Libertadores 2021                                            |
| São Paulo 12 cupos          | Corinthians            | Quinto lugar Campeonato Brasileño de Fútbol Serie A 2021                  |
| São Paulo 12 cupos          | RB Bragantino          | Sexto lugar Campeonato Brasileño de Fútbol Serie A 2021                   |
| São Paulo 12 cupos          | São Paulo              | Campeón Campeonato Paulista 2021                                          |
| São Paulo 12 cupos          | Mirassol               | Cuarto lugar Campeonato Paulista 2021                                     |
| São Paulo 12 cupos          | Ferroviária            | Sexto lugar Campeonato Paulista 2021                                      |
| São Paulo 12 cupos          | Novorizontino          | Campeón Campeonato Paulista del Interior 2021                             |
| São Paulo 12 cupos          | Botafogo-SP            | Subcampeón Copa Paulista 2021                                             |
| São Paulo 12 cupos          | Santos                 | Clasificado por ranking CBF 2021                                          |
| São Paulo 12 cupos          | Ponte Preta            | Clasificado por ranking CBF 2021                                          |
| São Paulo 12 cupos          | Guarani                | Clasificado por ranking CBF 2021                                          |
| São Paulo 12 cupos          | Oeste                  | Clasificado por ranking CBF 2021                                          |
| Sergipe 2 cupos             | Sergipe                | Campeón Campeonato Sergipano 2021                                         |
| Sergipe 2 cupos             | Lagarto                | Subcampeón Campeonato Sergipano 2021                                      |
| Tocantins 1 cupo            | Tocantinópolis         | Campeón Campeonato Tocantinense 2021                                      |

### Clubes clasificados directamente a tercera fase
| Equipo               | Forma de clasificación                                                    |
| -------------------- | ------------------------------------------------------------------------- |
| Bahia                | Campeón Copa do Nordeste 2021                                             |
| Fortaleza            | Cuarto lugar Campeonato Brasileño de Fútbol Serie A 2021                  |
| Atlético Mineiro     | Campeón Campeonato Brasileño de Fútbol Serie A 2021 y Copa de Brasil 2021 |
| América Mineiro      | Octavo lugar Campeonato Brasileño de Fútbol Serie A 2021                  |
| Remo                 | Campeón Copa Verde 2021                                                   |
| Athletico Paranaense | Campeón Copa Sudamericana 2021                                            |
| Botafogo             | Campeón Campeonato Brasileño de Fútbol Serie B 2021                       |
| Flamengo             | Subcampeón Campeonato Brasileño de Fútbol Serie A 2021                    |
| Fluminense           | Séptimo lugar Campeonato Brasileño de Fútbol Serie A 2021                 |
| Corinthians          | Quinto lugar Campeonato Brasileño de Fútbol Serie A 2021                  |
| Palmeiras            | Campeón Copa Libertadores 2021                                            |
| RB Bragantino        | Sexto lugar Campeonato Brasileño de Fútbol Serie A 2021                   |

## Fase inicial

### Primera ronda
- 80 equipos disputaron la primera fase en partido único. Los equipos con mejor ranking CBF fueron visitantes y tuvieron ventaja en caso de empate.
- Partidos del 22 de febrero al 3 de marzo.
- Equipos listados en la primera columna poseen la localía.
| Equipo local           | Resultado | Equipo visitante     |
| ---------------------- | --------- | -------------------- |
| Moto Club              | 3–2       | Chapecoense          |
| Icasa                  | 0–0       | Tombense             |
| Bahia de Feira         | 2–5       | Coritiba             |
| Pouso Alegre           | 2–0       | Paraná               |
| Mirassol               | 3–2       | Grêmio               |
| Azuriz                 | 1–0       | Botafogo-SP          |
| URT                    | 1–1       | Avaí                 |
| Ceilândia              | 2–0       | Londrina             |
| União Rondonópolis     | 0–3       | Atlético Goianiense  |
| Nova Venécia           | 2–1       | Ferroviário          |
| Porto Velho            | 1–2       | Juventude            |
| Real Noroeste          | 2–1       | Operário Ferroviário |
| Ferroviária            | 0–1       | Vasco da Gama        |
| Grêmio Anápolis        | 0–0       | Juazeirense          |
| Atlético de Alagoinhas | 1–1       | CSA                  |
| Trem                   | 0–3       | Paysandu             |
| São Raimundo-RR        | 0–3       | Ceará                |
| Tuna Luso              | 1–0       | Novorizontino        |
| ASA                    | 0–2       | Cuiabá               |
| Lagarto                | 0–0       | Figueirense          |
| Altos                  | 1–0       | Sport Recife         |
| Costa Rica             | 0–3       | ABC                  |
| Sousa                  | 1–1       | Goiás                |
| Nova Iguaçu            | 0–0       | Criciúma             |
| Globo                  | 2–0       | Internacional        |
| Humaitá                | 2–2       | Brasiliense          |
| Rio Branco-AC          | 0–0       | Vila Nova            |
| Maricá                 | 0–1       | Guarani              |
| Sergipe                | 0–5       | Cruzeiro             |
| Tuntum                 | 4–2       | Volta Redonda        |
| Portuguesa-RJ          | 1–0       | CRB                  |
| Operário-VG            | 1–2       | Sampaio Corrêa       |
| Campinense             | 0–0       | São Paulo            |
| São Raimundo-AM        | 0–1       | Manaus               |
| FC Cascavel            | 1–0       | Ponte Preta          |
| Tocantinópolis         | 1–0       | Náutico              |
| Salgueiro              | 0–3       | Santos               |
| Fluminense-PI          | 2–0       | Oeste                |
| Castanhal              | 1–1       | Vitória              |
| Glória                 | 1–0       | Brasil de Pelotas    |

### Segunda ronda
- Participaron en esta fase los 40 equipos vencedores en la etapa anterior, en partido único. En caso de empate la llave fue decidida por tiros desde el punto penal.
- Partidos del 8 al 23 de marzo.
- Equipos listados en la primera columna poseen la localía. En negrita los clubes clasificados.
| Equipo local        | Resultado      | Equipo visitante |
| ------------------- | -------------- | ---------------- |
| Moto Club           | 1–1 (2–4 pen.) | Tombense         |
| Pouso Alegre        | 1–1 (2–3 pen.) | Coritiba         |
| Azuriz              | 1–0            | Mirassol         |
| Avaí                | 1–2            | Ceilândia        |
| Atlético Goianiense | 2–1            | Nova Venécia     |
| Real Noroeste       | 0–1            | Juventude        |
| Juazeirense         | 1–1 (4–2 pen.) | Vasco da Gama    |
| CSA                 | 4–1            | Paysandu         |
| Ceará               | 2–0            | Tuna Luso        |
| Figueirense         | 2–2 (2–4 pen.) | Cuiabá           |
| ABC                 | 1–1 (2–4 pen.) | Altos            |
| Goiás               | 1–0            | Criciúma         |
| Globo               | 1–1 (1–4 pen.) | Brasiliense      |
| Guarani             | 2–2 (4–5 pen.) | Vila Nova        |
| Tuntum              | 0–3            | Cruzeiro         |
| Portuguesa-RJ       | 2–0            | Sampaio Corrêa   |
| São Paulo           | 2–0            | Manaus           |
| Tocantinópolis      | 2–0            | FC Cascavel      |
| Fluminense-PI       | 1–1 (4–5 pen.) | Santos           |
| Vitória             | 2–0            | Glória           |

### Tercera Ronda
- Participaron en esta fase los 20 equipos vencedores en la etapa anterior junto a los 12 equipos clasificados directamente a esta ronda, en partidos eliminatorios de ida y vuelta.
- Partidos del 19 de abril al 31 de mayo.
- Equipos listados en la primera columna poseen la localía en la ida. En negrita los clubes clasificados.
| Equipo local ida    | Global         | Equipo local vuelta  | Ida | Vuelta |
| ------------------- | -------------- | -------------------- | --- | ------ |
| Goiás               | 2–2 (9–8 pen.) | RB Bragantino        | 1–2 | 1–0    |
| Atlético Goianiense | 1–1 (5–3 pen.) | Cuiabá               | 1–1 | 0–0    |
| Tombense            | 0–4            | Ceará                | 0–2 | 0–2    |
| Fluminense          | 5–2            | Vila Nova            | 3–2 | 2–0    |
| Bahia               | 1–1 (4–3 pen.) | Azuriz               | 0–0 | 1–1    |
| Juventude           | 2–4            | São Paulo            | 2–2 | 0–2    |
| Portuguesa-RJ       | 1–3            | Corinthians          | 1–1 | 0–2    |
| Ceilândia           | 0–6            | Botafogo             | 0–3 | 0–3    |
| Atlético Mineiro    | 4–0            | Brasiliense          | 3–0 | 1–0    |
| Fortaleza           | 4–0            | Vitória              | 3–0 | 1–0    |
| Tocantinópolis      | 2–9            | Athletico Paranaense | 2–5 | 0–4    |
| Palmeiras           | 4–2            | Juazeirense          | 2–1 | 2–1    |
| CSA                 | 0–5            | América Mineiro      | 0–3 | 0–2    |
| Remo                | 2–2 (4–5 pen.) | Cruzeiro             | 2–1 | 0–1    |
| Altos               | 1–4            | Flamengo             | 1–2 | 0–2    |
| Coritiba            | 1–3            | Santos               | 1–0 | 0–3    |

## Fase final

### Octavos de final
- Partidos del 22 de junio al 14 de julio.
- Equipos listados en la primera columna poseen la localía en la ida. En negrita los clubes clasificados.
| Equipo local ida    | Global         | Equipo local vuelta  | Ida | Vuelta |
| ------------------- | -------------- | -------------------- | --- | ------ |
| Corinthians         | 4–1            | Santos               | 4–0 | 0–1    |
| São Paulo           | 2–2 (4–3 pen.) | Palmeiras            | 1–0 | 1–2    |
| Bahia               | 2–4            | Athletico Paranaense | 1–2 | 1–2    |
| Atlético Goianiense | 3–0            | Goiás                | 0–0 | 3–0    |
| Fortaleza           | 2–1            | Ceará                | 2–0 | 0–1    |
| Fluminense          | 5–1            | Cruzeiro             | 2–1 | 3–0    |
| América Mineiro     | 5–0            | Botafogo             | 3–0 | 2–0    |
| Atlético Mineiro    | 2–3            | Flamengo             | 2–1 | 0–2    |

### Cuadro de desarrollo
|  | Cuartos de final            | Cuartos de final            | Cuartos de final            | Cuartos de final            |   |            | Semifinales                      | Semifinales                      | Semifinales                      | Semifinales                      |  |             | Final              | Final              | Final              | Final              |  |
|  | 27 de julio al 18 de agosto | 27 de julio al 18 de agosto | 27 de julio al 18 de agosto | 27 de julio al 18 de agosto |   |            | 24 de agosto al 15 de septiembre | 24 de agosto al 15 de septiembre | 24 de agosto al 15 de septiembre | 24 de agosto al 15 de septiembre |  |             | 12 y 19 de octubre | 12 y 19 de octubre | 12 y 19 de octubre | 12 y 19 de octubre |  |
|  |                             |                             |                             |                             |   |            |                                  |                                  |                                  |                                  |  |             |                    |                    |                    |                    |  |
|  |                             |                             |                             |                             |   |            |                                  |                                  |                                  |                                  |  |             |                    |                    |                    |                    |  |
|  | Fortaleza                   | 0                           | 2                           | 2                           |   |            |                                  |                                  |                                  |                                  |  |             |                    |                    |                    |                    |  |
|  | Fortaleza                   | 0                           | 2                           | 2                           |   |            |                                  |                                  |                                  |                                  |  |             |                    |                    |                    |                    |  |
|  | Fluminense                  | 1                           | 2                           | 3                           |   |            |                                  |                                  |                                  |                                  |  |             |                    |                    |                    |                    |  |
|  | Fluminense                  | 1                           | 2                           | 3                           |   | Fluminense | 2                                | 0                                | 2                                |                                  |  |             |                    |                    |                    |                    |  |
|  |                             |                             |                             |                             |   | Fluminense | 2                                | 0                                | 2                                |                                  |  |             |                    |                    |                    |                    |  |
|  |                             |                             | Corinthians                 | 2                           | 3 | 5          |                                  |                                  |                                  |                                  |  |             |                    |                    |                    |                    |  |
|  | Atlético Goianiense         | 2                           | Corinthians                 | 2                           | 3 | 5          | 1                                | 3                                |                                  |                                  |  |             |                    |                    |                    |                    |  |
|  | Atlético Goianiense         | 2                           |                             |                             |   |            |                                  |                                  |                                  |                                  |  |             |                    |                    |                    |                    |  |
|  | Corinthians                 | 0                           | 4                           | 4                           |   |            |                                  |                                  |                                  |                                  |  |             |                    |                    |                    |                    |  |
|  | Corinthians                 | 0                           | 4                           | 4                           |   |            |                                  |                                  |                                  |                                  |  | Corinthians | 0                  | 1                  | 1 (5)              |                    |  |
|  |                             |                             |                             |                             |   |            |                                  |                                  |                                  |                                  |  | Corinthians | 0                  | 1                  | 1 (5)              |                    |  |
|  |                             |                             | Flamengo (p)                | 0                           | 1 | 1 (6)      |                                  |                                  |                                  |                                  |  |             |                    |                    |                    |                    |  |
|  | São Paulo                   | 1                           | Flamengo (p)                | 0                           | 1 | 1 (6)      | 2                                | 3                                |                                  |                                  |  |             |                    |                    |                    |                    |  |
|  | São Paulo                   | 1                           |                             |                             |   |            |                                  |                                  |                                  |                                  |  |             |                    |                    |                    |                    |  |
|  | América Mineiro             | 0                           | 2                           | 2                           |   |            |                                  |                                  |                                  |                                  |  |             |                    |                    |                    |                    |  |
|  | América Mineiro             | 0                           | 2                           | 2                           |   | São Paulo  | 1                                | 0                                | 1                                |                                  |  |             |                    |                    |                    |                    |  |
|  |                             |                             |                             |                             |   | São Paulo  | 1                                | 0                                | 1                                |                                  |  |             |                    |                    |                    |                    |  |
|  |                             |                             | Flamengo                    | 3                           | 1 | 4          |                                  |                                  |                                  |                                  |  |             |                    |                    |                    |                    |  |
|  | Flamengo                    | 0                           | Flamengo                    | 3                           | 1 | 4          | 1                                | 1                                |                                  |                                  |  |             |                    |                    |                    |                    |  |
|  | Flamengo                    | 0                           |                             |                             |   |            |                                  |                                  |                                  |                                  |  |             |                    |                    |                    |                    |  |
|  | Athletico Paranaense        | 0                           | 0                           | 0                           |   |            |                                  |                                  |                                  |                                  |  |             |                    |                    |                    |                    |  |
|  | Athletico Paranaense        | 0                           | 0                           | 0                           |   |            |                                  |                                  |                                  |                                  |  |             |                    |                    |                    |                    |  |
|  |                             |                             |                             |                             |   |            |                                  |                                  |                                  |                                  |  |             |                    |                    |                    |                    |  |

- Nota: En cada llave, el equipo ubicado en la primera línea es el que abre la serie como local.

### Cuartos de final
- Los horarios corresponden al huso horario de Brasilia, BRT (UTC-3).

| 28 de julio, 20:30 | Fortaleza | 0:1 (0:1) | Fluminense | Arena Castelão, Fortaleza |                           |
|                    |           | Reporte   | Nonato 35' | Árbitro(s): Raphael Claus | Árbitro(s): Raphael Claus |

| 17 de agosto, 20:00 | Fluminense                  | 2:2 (0:2) | Fortaleza                      | Maracaná, Río de Janeiro   |                            |
|                     | Ganso 64' (pen.) · Cano 72' | Reporte   | Nino 12' (a.g.) · Romero 45+1' | Árbitro(s): Wilton Sampaio | Árbitro(s): Wilton Sampaio |

| 27 de julio, 21:30 | Atlético Goianiense            | 2:0 (1:0) | Corinthians | Estadio Antônio Accioly, Goiânia     |                                      |
|                    | Jorginho 23' · Léo Pereira 87' | Reporte   |             | Árbitro(s): Marcelo de Lima Henrique | Árbitro(s): Marcelo de Lima Henrique |

| 17 de agosto, 21:30 | Corinthians                          | 4:1 (1:0) | Atlético Goianiense | Neo Química Arena, São Paulo      |                                   |
|                     | Gil 42' · Yuri Alberto 50', 56', 72' | Reporte   | Wellington Rato 87' | Árbitro(s): Bruno Arleu de Araújo | Árbitro(s): Bruno Arleu de Araújo |

| 28 de julio, 20:00 | São Paulo   | 1:0 (1:0) | América Mineiro | Estadio Morumbi, São Paulo |                            |
|                    | Luciano 35' | Reporte   |                 | Árbitro(s): Wilton Sampaio | Árbitro(s): Wilton Sampaio |

| 18 de agosto, 21:00 | América Mineiro                               | 2:2 (1:2) | São Paulo        | Estadio Independência, Belo Horizonte |                                      |
|                     | Wellington Paulista 44' (pen.) · Everaldo 65' | Reporte   | Luciano 23', 29' | Árbitro(s): Braulio da Silva Machado  | Árbitro(s): Braulio da Silva Machado |

| 27 de julio, 21:30 | Flamengo | 0:0     | Athletico Paranaense | Maracaná, Río de Janeiro            |                                     |
|                    |          | Reporte |                      | Árbitro(s): Luiz Flávio de Oliveira | Árbitro(s): Luiz Flávio de Oliveira |

| 17 de agosto, 21:30 | Athletico Paranaense | 0:1 (0:0) | Flamengo  | Arena da Baixada, Curitiba |                           |
|                     |                      | Reporte   | Pedro 57' | Árbitro(s): Raphael Claus  | Árbitro(s): Raphael Claus |

### Semifinales
| 24 de agosto, 19:30 | Fluminense                  | 2:2 (1:1) | Corinthians                           | Maracaná, Río de Janeiro      |                               |
|                     | Ganso 4' (pen.) · Arias 46' | Reporte   | Renato Augusto 23' · Róger Guedes 90' | Árbitro(s): Ramon Abatti Abel | Árbitro(s): Ramon Abatti Abel |

| 15 de septiembre, 20:00 | Corinthians                                                    | 3:0 (1:0) | Fluminense | Neo Química Arena, São Paulo |                              |
|                         | Renato Augusto 34' · Giuliano 90+1' · Felipe Melo 90+4' (a.g.) | Reporte   |            | Árbitro(s): Anderson Daronco | Árbitro(s): Anderson Daronco |

| 24 de agosto, 21:30 | São Paulo          | 1:3 (0:1) | Flamengo                                                       | Estadio Morumbi, São Paulo   |                              |
|                     | Rodrigo Nestor 79' | Reporte   | João Gomes 12' · Gabriel Barbosa 67' · Éverton Cebolinha 90+4' | Árbitro(s): Anderson Daronco | Árbitro(s): Anderson Daronco |

| 14 de septiembre, 21:45 | Flamengo          | 1:0 (1:0) | São Paulo | Maracaná, Río de Janeiro   |                            |
|                         | De Arrascaeta 37' | Reporte   |           | Árbitro(s): Wilton Sampaio | Árbitro(s): Wilton Sampaio |

### Final
| 12 de octubre, 21:45 | Corinthians | 0:0     | Flamengo | Neo Química Arena, São Paulo         |                                      |
|                      |             | Reporte |          | Árbitro(s): Braulio da Silva Machado | Árbitro(s): Braulio da Silva Machado |

| 19 de octubre, 21:45                                         | Flamengo                                                                                                 | 1:1 (1:0) (6:5 p.)         | Corinthians                                                                              | Maracaná, Río de Janeiro   |                            |
|                                                              | Pedro 7'                                                                                                 | Reporte                    | Giuliano 82'                                                                             | Árbitro(s): Wilton Sampaio | Árbitro(s): Wilton Sampaio |
|                                                              | | Tiros desde el punto penal |                                                                                          |                            |                            |
|                                                              | Filipe Luís · David Luiz · Léo Pereira · Éverton Ribeiro · Gabriel Barbosa · Éverton Cebolinha · Rodinei |                            | Fábio Santos · Giuliano · Renato Augusto · Fagner · Yuri Alberto · Maycon · Mateus Vital |                            |                            |
| Corinthians fue el primero en patear en la tanda de penales. | |                            |                                                                                          |                            |                            |

|                                      |
| Bandera del estado de Río de Janeiro |
| Campeón Flamengo 4.º título          |

## Goleadores
| Jugador     | Equipo      | Goles |
| ----------- | ----------- | ----- |
| Germán Cano | Fluminense  | 5     |
| Giuliano    | Corinthians | 5     |
| Edu         | Cruzeiro    | 4     |
| Vina        | Ceará       | 4     |
| Luciano     | São Paulo   | 4     |